# Смерть комівояжера (фільм)
Смерть комівояжера (англ. Death of a Salesman) — фільм режисера Ласло Бенедека за мотивами однойменної п'єси 1949 року Артура Міллера, за яку автору була вручена Пулітцерівська премія за драматичний твір. Знятий в США в 1951 році. Творча група фільму отримала кілька високих кінематографічних нагород і номінацій, включаючи 4 премії «Золотий Глобус».